# 統一バスク語

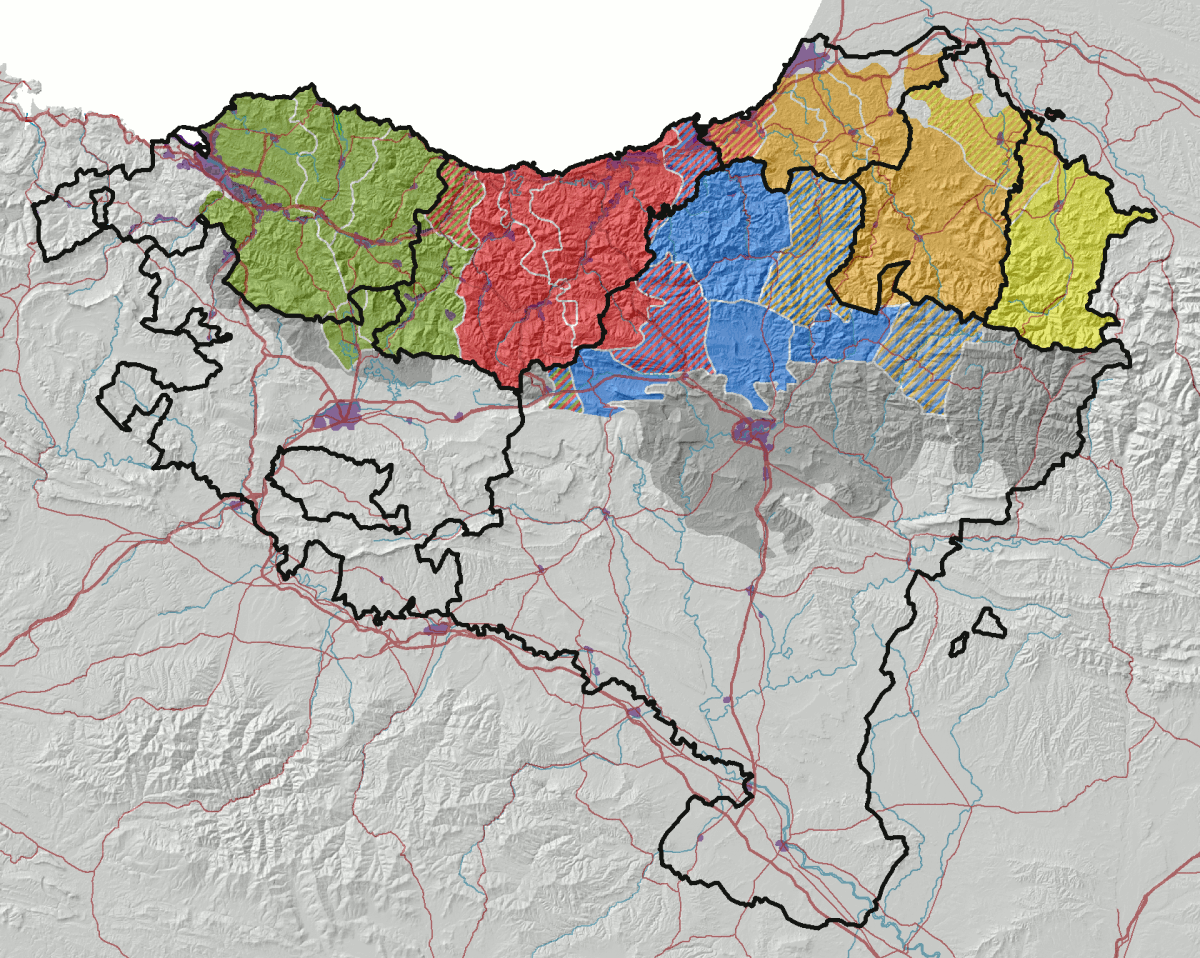
コルド・スアソによる21世紀の分類によるバスク語の方言
西部（ビスカイア）方言
中央（ギプスコア）方言
（上）ナファロア方言
ナファロア・ラプルディ方言
スベロア方言
「およそ」1850年 (Bonaparte)にバスク語が話されていた他の地域

統一バスク語（とういつバスクご、バスク語: euskara batua（エウスカラ・バトゥア）または単にbatua）は、1960年代後半にバスク語アカデミーによって開発されたバスク語の標準語であり、現在バスク地方全体で最も広く一般的に話されているバスク語の変種である。バスク語中央方言を主な基盤としており、小学校から大学までの教育、テレビやラジオ、バスク語で書かれたすべての文章の大部分で一般的に使用されている言語の変種である。
特に都市部では、方言を全く学んでいない新しい話者に日常語としても使われているが、田舎では年配の話者が多いため、特に非公式な場面では本来の方言がより多く使われている。バスク語の伝統的な方言は常に使われていた状況（バスク語の母語話者が非公式な状況で話す）で使われているが、バトゥアはバスク語の新しい分野を開拓した。それは、（宗教を除いてバスク語がほとんど使われていなかった）正式な状況下での使用と、それがなければバスク語を学ばなかったであろう多くの新しい話者である。
エウスカラ・バトゥアは、スペイン（バスク自治州全体およびナバラ州北部）では公用語として認められているが、フランス語を唯一の公用語とするフランスでは公用語として認定されていない。

## 歴史
統一バスク語は、主にバスク語中央方言と書記の伝統に基づいて、1970年代にエウスカルツァインディア（王立バスク語アカデミー）によって作成された。バスク語が、何世紀にもわたってスペイン語とフランス語の両方からの文化変容による圧力を受け、特にフランコの支配下のスペインで禁止され、絶滅に近づいていたという状況を鑑みたアカデミーはバスク語が生き残る可能性を高めるために、バスク語の統一方言を作成する必要性を感じていた。
1968年にバスク語中央方言が、ギプスコアの高地に位置し、バスク文化の活動的な中心地でもあるアランツァス聖堂で開催され、その目的を体系的に達成するための基本的な指針（語彙、形態論、曲用、綴り）が定められた。1973年には、標準的な活用を確立するという提案により、さらなる一歩が踏み出された。
この新しい一連の標準語規則（1968年～1976年）から生じた議論は、地域政府の急成長（1979年アランツァス会議、1982年ナバラ憲章の改善）の中で、教育、媒体、行政において共通バスク語がバスク語の標準語として受け入れられるようになる（1976年～1983年）ことを妨げるものではなかった。

## 中央方言に基づく理由
コルド・スアソによれば、統一バスク語が中央方言であるバスク語中央方言に基づいている理由は次のとおりである。
1. 言語学的理由：中央方言は、すべてのバスク語話者が集まる出会いの場である。最西端の方言ビスカイア方言は、他の方言の話者には理解が難しく、同じことが最東端の方言スベロア方言（バスク語版、英語版）でも起こる。
2. 人口統計言語学的理由：中央地域と西部地域は1968年にも、現在でもほとんどのバスク語話者が住んでいる地域である。さらに、バスク語が最もよく使われているのはギプスコアとその周辺地域だった。
3. 社会言語学的理由：18世紀以降、中央方言、より正確にはベテリ副方言が最も権威あるものとなっている。
4. 経済的・文化的理由：ビルバオはバスクで最も重要な都市であることは間違いないが、バスク語が話されている都市ではない。ガステイス、イルニャ、バイオナ・アンゲル・ビアリッツも同様である。したがって、ギプスコア県はバスク州の中で多極的な構造を持ち、強力な都市が存在しない唯一の県となる。

コルド・スアソ（バスク語学者、バスク語方言、特に彼自身の方言であるビスカイア方言の使用の擁護者）は、「これらすべての特徴を考慮に入れて、エウスカラ・バトゥアがバスク語中央方言を基盤にしたことは公平で賢明だと思うし、それがバトゥアがとても成功している理由であることは間違いない」と述べた。

## 標準バスクの利点
コルド・スアソによると、エウスカラ・バトゥアがバスク語にもたらした主な利点は6つある。
1. バスク語話者は、バトゥアを使用すると互いに理解しやすい。伝統的な方言を使うと、特に非中央方言の話者同士で、相互理解が難しくなる。
2. バトゥアができるまでは、バスク語話者は高尚な話題や仕事の話をするにはスペイン語やフランス語を使わなければならなかった。エウスカラ・バトゥアは、そのための適切なツールを提供している。
3. バトゥアで、これまで以上に多くの大人がバスク語を学ぶことができるようになった。
4. バスク語が話される境界は、常に後退してきた。バスク語が話される地域がだんだん狭くなってきたことを示す古地図がある。しかし今では、バトゥアを教えるスベロア方言（バスク語版、英語版）やイカストラのおかげで、バスク語を話す地域が大きくなり、バスク語を話す人はバスク地方のどこでも、あるいはバスク地方の外でも見つけられる。
5. バトゥアが社会的に高い水準で使われるようになったことで、バスク語は威信を高めている。
6. バスク語話者の団結が強まった。バトゥアが作られて以来、言語の内的な境界線もなくなり、共同体であるという感覚がより生き生きとしている。話者の共同体が強くなるほど、バスク語も強くなる。

これらの利点はすべて広く認識されているため、伝統的な方言を支援する組織バディアルドゥグ（Badihardugu）でも使用されている。

## 批判
統一バスク語は、批評家たちから「人為的な言語」と評されたり、「可塑化したエウスケラント」と呼ばれたりしているが、その理由は、極端な方言（すなわち、最西端の方言ないしビスカイア語、最東端の方言ないしスベロア語との相互理解が困難な場合があるからである。また、バスク語純粋主義者（オスキリャソやマティアス・ムギカなど）は、統一バスク語の存在と普及は、歴史的で真正なバスク語を殺すことになると主張している。また、統一バスク語はフランス語やスペイン語と競合する言語の未来を守ってきたと主張する者もいる。
エウスカルツァインディアの調査によると、バスク語は地元の方言よりエウスカラ・バトゥアを優先して導入し、教えてきた地域で最も成長している。これにより、フランシスコ・フランコの独裁政権下での公的使用への弾圧の結果、現在の年長世代の多くが話せなくなった、バスク語の復活を可能にしている。
もう1つの論点は、⟨h⟩のつづりだった。北東方言では帯気音として発音するのに対し、他の地域では⟨h⟩は使われていない。統一バスク語では、筆記では必須だが、発音しなくてよい。反対派は、多くの話者が語彙を丸暗記で学び直さなければならないという不満を持っていた。
フェデリコ・クルトヴィッヒはまた、プロテスタント聖書の最初の翻訳者であるヨアネス・レイサラガが使用したルネッサンス期のラプルディ方言に基づいた代替の書記方言の作成を推進した。この方言には、語源学的な綴りという特徴も含まれていた。
主流の意見は、それがもたらした利点のためにバトゥアの変種を受け入れる：
| 「                                   | アカデミーの基準がバスク社会にもたらした恩恵は広く認識されている。まず第一に、バスク語を話す人たちが自分たちの言語でどんな話題でも話し合うことができるようになったこと。第二に、バスク地方の異なる地域から来た話者同士の意思疎通に存在していた（時には深刻な）障害が取り除かれたことである。その一方で、「エウスカラ・バトゥア」はまだ誰の「本当の」母語でもなく、言語的な不安感と、外部からの言語の使用に関する基準を受け入れようとする気持ちを生み出すことも珍しくない。 | 」 |
| —José Ignacio Hualde and Koldo Zuazo | |    |

一方で、バスク語の作家や翻訳者の中には、マティアス・ムギカのように、バトゥアは単なるピジンとして機能するため、伝統的な方言よりも自然性や言語的な質が著しく低下していると指摘する人もいる。

## バスク語の方言
統一バスク語と地元の方言の関係は、ウィリアム・アディカンによって次のように要約されている。
| 「                | バトゥアは、主に地元の方言の代替として意図されたものではなく、むしろ書かれた標準語として、また、方言間のコミュニケーションのためにそれらを補完するためのものだった。それにもかかわらず、方言を話す人は、多くの場合、バトゥアを自分の方言よりも客観的に「正しい」と見ている。 | 」 |
| —William Haddican | |    |

以下の方言は、バトゥア以前のバスク語方言であり、バスク語の口語的または世俗的な使用域を構成する。エウスカラ・バトゥアは正式なものである。諸変種は、中世までかなり統一されていたバスク語から生まれたもので、バスク地方で起こった行政的政治的分裂のために、互いに分岐した。

諸方言はスペインとフランスのバスク地方で話されている。統一バスク語は、ギプスコア方言を基盤に、他の方言からの要素を取り入れて作られた。諸方言は一般的にその名の由来となった地域で使われるが、言語的には多くの類似点がある。
| スペイン - ビスカイア方言 - ギプスコア方言 - 上ナファロア方言 | フランス - 下ナファロア方言 - ラプルディ方言 - スベロア方言 |